# أنطونيو ميدينا غارسيا
أنطونيو ميدينا غارسيا (بالإسبانية: Antonio Medina García) هو لاعب شطرنج إسباني، ولد في 2 أكتوبر 1919 في برشلونة في إسبانيا، وتوفي بنفس المكان في 31 أكتوبر 2003.

## وصلات خارجية
- أنطونيو ميدينا غارسيا على موقع مباريات الشطرنج (الإنجليزية)
- أنطونيو ميدينا غارسيا على موقع 365Chess.com (الإنجليزية)
- أنطونيو ميدينا غارسيا على موقع Chesstempo.com (الإنجليزية)
- أنطونيو ميدينا غارسيا سجل أولمبياد الشطرنج على موقع OlimpBase.org (الإنجليزية)